# Tabakalera
Tabakalera és un centre de cultura contemporània situat a la ciutat basca de Sant Sebastià amb una doble vocació, ser un centre de producció, i oferir una programació pública d'activitats. Aquests dos eixos travessen totes les àrees del projecte que es regeixen per la creació, la formació a partir de la reflexió, i l'exhibició. A més de servir com a lloc de suport a la professionalització d'artistes i creadors, també genera programació per a diferents públics i posa a la disposició del públic general eines d'acostament i accés a la cultura contemporània i a la creació.
El projecte cultural de Tabakalera té com a objectiu principal promoure la creació cultural contemporània en diferents àmbits i en totes les seves fases (recerca, producció, exhibició) així com generar i compartir coneixement. Amb aquest objectiu, gira entorn de quatre eixos de treball que configuren el seu programa: pràctiques artístiques contemporànies, mediació, laboratoris de cultura digital - Hirikilabs - i la biblioteca de creació - Ubik -.

## L'edifici

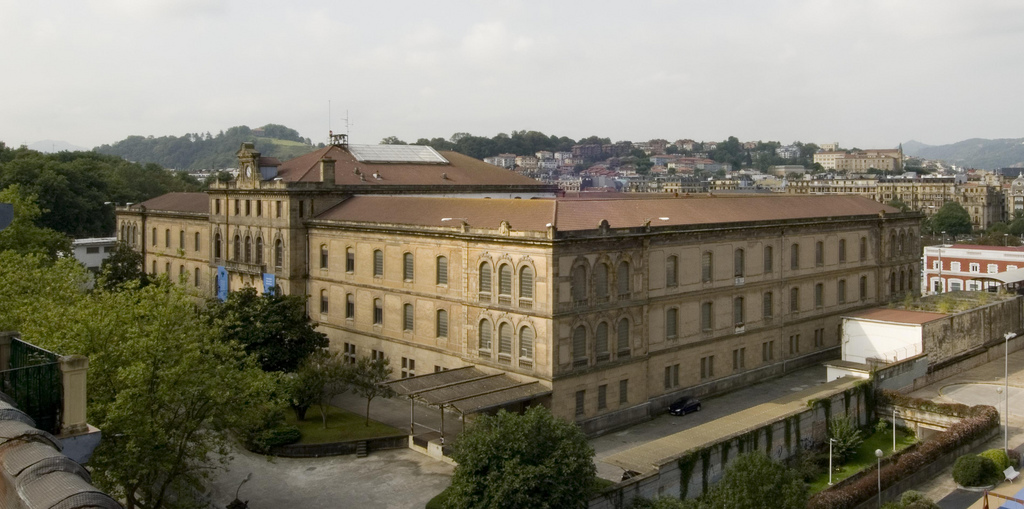
Vista des d'Atocha de l'antic edifici de Tabacalera en 2007 abans de la seva reforma.

Tabakalera és un lloc emblemàtic de Sant Sebastià. Inaugurat en 1913 com a fàbrica estatal de tabac de Tabacalera, comptava amb 26.000 m² (actualment 37.000 m²), sent un dels majors edificis de la ciutat, construït a l'estil de les antigues manufactures i entorn de quatre grans patis. Al llarg de 90 anys (1913–2003) va ser una fàbrica de tabac, que va ocupar fonamentalment dones, i es va convertir en referent social a la ciutat.
Està situada en el Passeig del Duque de Mandas, al barri d'Egia, entre Cristina Enea, un bell parc senyorial del segle xix avui dia parc públic, la estació central d'autobusos i l'Estació del Norte, estació de ferrocarril que acollirà aviat el futur Tren d'alta velocitat, conformant el principal nucli de transport públic a la ciutat. La central de transports està connectada amb el centre de la ciutat Pont de María Cristina.

## Acord interinstitucional
En 2001, després de l'anunci d'Altadis de la seva intenció de tancar la fàbrica i traslladar l'activitat, l'Ajuntament de Sant Sebastià, la Diputació Foral de Guipúscoa i el Govern Basc van acordar recuperar per a la ciutat el gran edifici de la fàbrica de tabac, construït en terrenys municipals, i convertir-ho en un centre de cultura contemporània. Per a gestionar el projecte, les tres institucions van formar una societat, a la qual van anomenar CICC: Centre Internacional de Cultura Contemporània. En 2004 es va formalitzar la compra de l'edifici i es va posar en marxa la definició de continguts del projecte.
Al març de 2008 les institucions partícips en el projecte Tabakalera van acordar la reordenació del mapa d'equipaments i d'institucions culturals existents en l'entorn. El 27 de juny de 2008 es va posar en marxa el procés de renovació arquitectònica de l'edifici a través d'un concurs internacional obert. Una vegada seleccionat l'equip guanyador les obres van començar en 2011, per a finalitzar en 2015. Els criteris bàsics de la remodelació van ser:
- Respecte a la singularitat i al caràcter fabril de l'edifici.
- Obertura a la ciutat i a l'ús lliure dels ciutadans.
- Adaptabilitat a la diversitat dels seus usos i a la permanent transformació de les necessitats dels creadors i els usuaris.
- Connectivitat, incorporant les últimes tecnologies de comunicació i la sostenibilitat energètica.

Mentre s'escometia la renovació de l'edifici, Tabakalera va organitzar exposicions, cicles, debats. Les seves activitats van conviure en els espais de la fàbrica amb gravacions, rodatges i esdeveniments produïts per altres agents de l'entorn. Així, entre els anys 2007 i 2010 van tenir lloc en Tabakalera activitats de divers caràcter com les exposicions Summer de Julian Schnabel (2007), No es Neutral (2008), Egiatik (2008), Look Again (2009), Tabakalera Suena (2009) o les projeccions del cicle de curtmetratges LABO, organitzat en col·laboració amb el Festival de Clarmont.
L'11 de setembre de 2015 Tabakalera obre les portes reconvertit en Centre Internacional de Cultura Contemporània amb un programa d'obertura.

## Galeria d'imatges

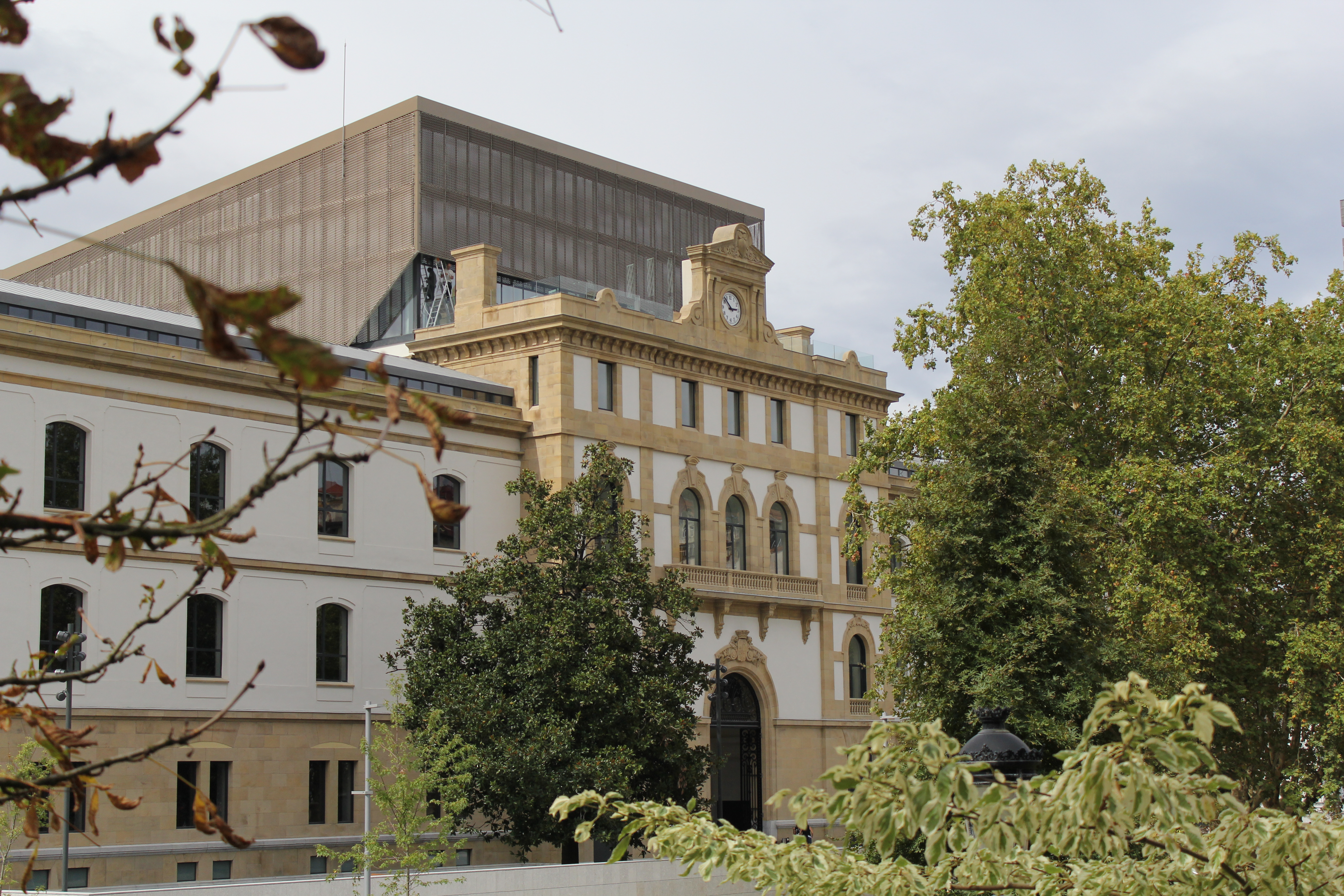
Vista exterior de Tabakalera des del parc Cristina Enea.
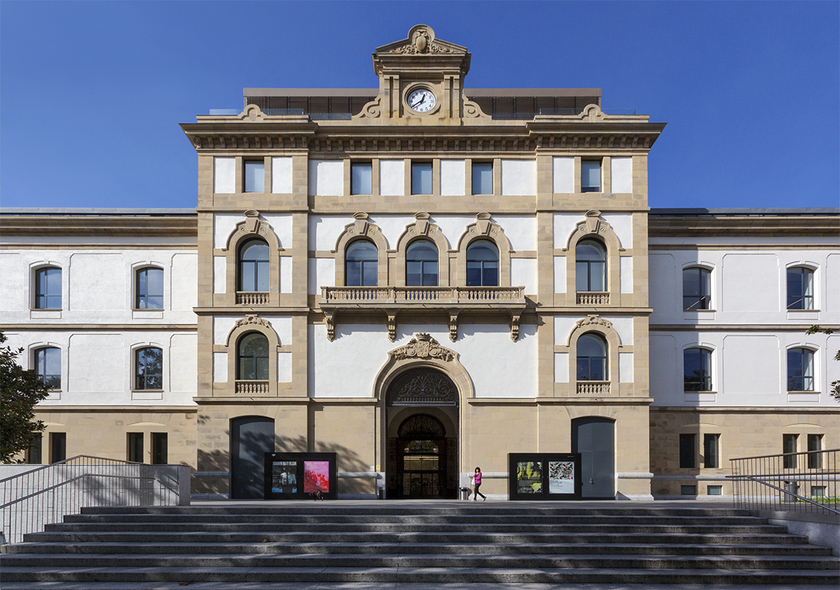
Vista exterior de Tabakalera desde la Plaza de las cigarreras.
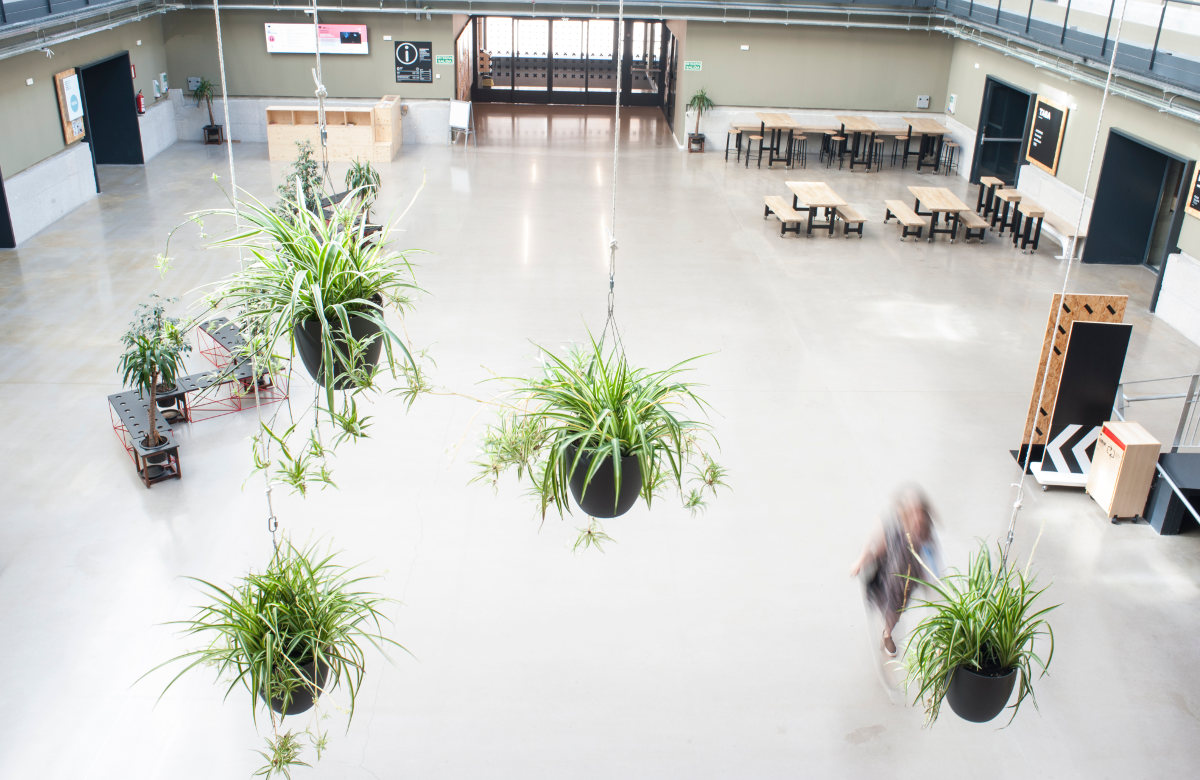
Vista de l’espai de la Plaza de Tabakalera.
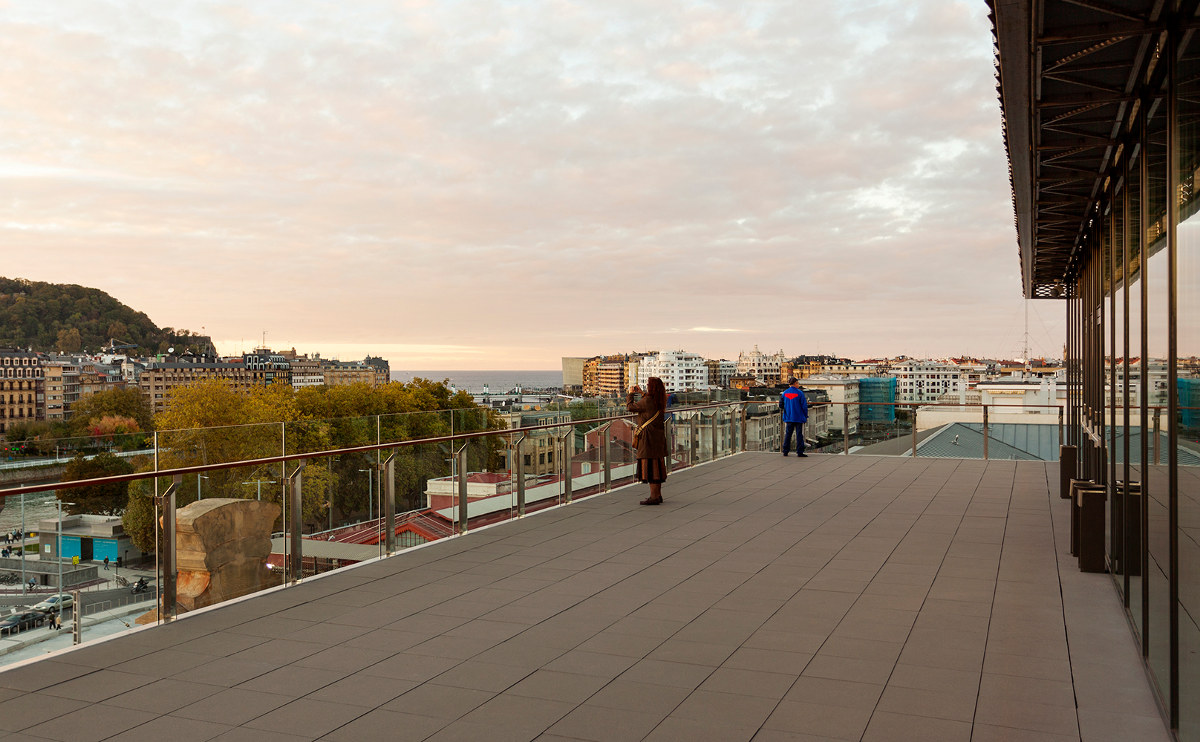
Vista de la ciutat de Sant Sebastià des de la terrassa.